# Спортивна ходьба
Спортивна ходьба — змагальний вид легкої атлетики, різновид ходьби, який характеризується чергуванням кроків, що виконуються так, щоб спортсмен постійно здійснював контакт із землею і при цьому не відбувалося видимої для людського ока втрати контакту з доріжкою. Винесена вперед (опорна) нога повинна бути повністю випрямлена (не зігнута в колінному суглобі) з моменту першого контакту із землею до проходження вертикалі.
Спортивна ходьба, як і звичайна, є циклічним рухом, оскільки відбуваються багаторазові повторення тих самих рухів
окремих частин тіла в певній послідовності. Збільшення швидкості при спортивній ходьбі, у порівнянні з звичайною, досягається завдяки збільшенню довжини і частоти (темпу) рухів. Звичайна ходьба характеризується довжиною кроків 70-85 см при частоті 100—120 кроків за хвилину, швидкістю 5-6 км/год. При спортивній ходьбі швидкість складає 12-14 км/год. Це пояснюється тим, що довжина кроків складає 110—120 см, частота — 180—200 кроків за хвилину.

## Техніка спортивної ходьби

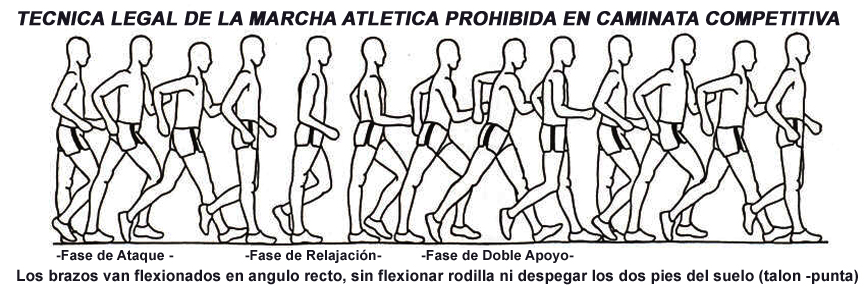
Послідовність руху при спортивній ходьбі

Швидкість руху спортсмена при спортивній ходьбі досягається постановкою на ґрунт ноги, випрямленої у колінному суглобі, обертання тазу навколо вертикальної осі, активних рухів плечового поясу й рук, високої координації й економічності всіх рухів.
Правила змагань зі спортивної ходьби вимагають наявність постійного контакту із землею й випрямлене положення ноги при постановці на ґрунт.
Крок однією, а потім іншою ногою, утворює одиницю руху — цикл. Цикл розглядають з моменту відштовхування, приземлення або будь-якого іншого положення спортсмена. Після повернення до вихідного положення розпочинається наступний цикл. У циклі виділяють два періодів одиночної опори (лівою й правою ногою) і два періоди подвійної опори, між якими вільна нога переміщається вперед і виконує наступний крок.
Початок циклу можна розглядати з моменту, коли опорна нога, закінчує відштовхування, але ще не відірвалася носком від землі, інша, вільна нога, у прямому положенні ставиться п'яткою на ґрунт. Після завершення відштовхування нога спочатку рухається вгору–назад, а потім виноситься вперед невисоко над землею. Після випрямлення вона ставиться на ґрунт. Одночасно з перенесенням маси тіла на передню ногу, опорна нога після відштовхування стає маховою. У другій половині півциклу вона повторює попередні рухи іншої ноги. Після того як вона стане на ґрунт, розпочинається новий цикл.
При русі махової ноги вперед відбувається обертання таза навколо вертикальної осі, що забезпечує збільшення довжини кроку. Таке збільшення також відбувається випрямленням ноги в колінному суглобі і постановкою її з п'яти.

## Правила змагань з спортивної ходьби

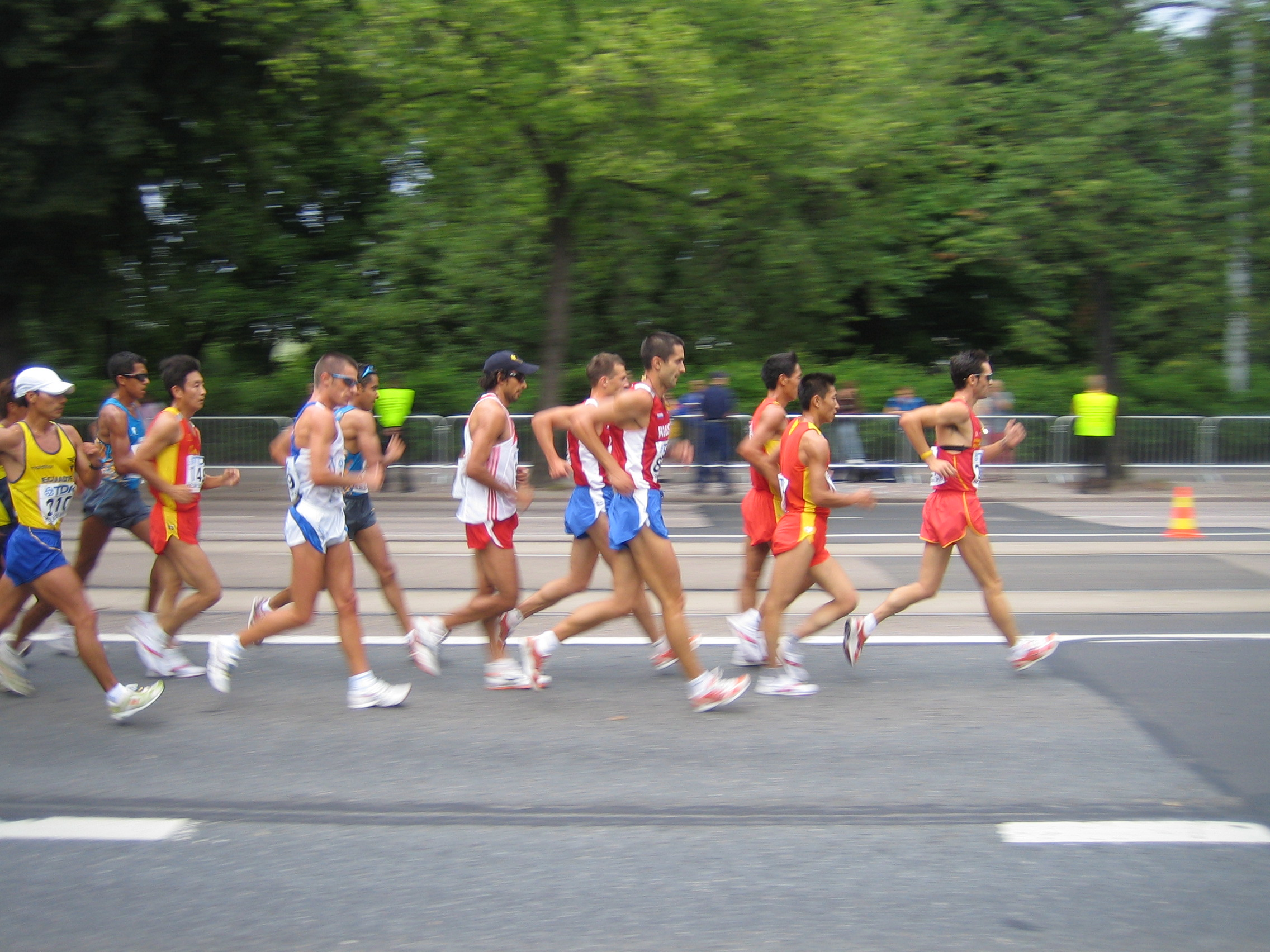
Спортсмени на дистанції 20 км на Чемпіонаті світу з легкої атлетики 2005 року

Офіційні змагання з спортивної ходьби проводяться на таких стандартних дистанціях:
- Закриті приміщення (манеж): 3000 м (жінки), 5000 м (чоловіки і жінки);
- Відкритому повітрі (стадіон, шосе):
5 км;
10 км (юніори, юніорки);
20 км, 50 км (чоловіки, жінки).

На інших змаганнях можуть бути інші дистанції, змагання можуть проводитися на час.
Якщо змагання проводяться на шосе, то спортсмени долають дистанцію колами довжиною від 1 км до 2 км. Старт і фініш проводиться в одному місці, можуть бути на стадіоні.
На дистанціях від 5 км до 10 км створюються пункти напоїв/освіження (що надають тільки воду), а на дистанціях більших ніж 10 км і пункти харчування.
За порушення правил (очевидна втрати контакту із землею або згинання ноги в колінному суглобові) спортсмени отримують попередження. При отриманні певної кількості попереджень спортсмени караються штрафними коридорами або дискваліфікуються.

## Історія розвитку спортивної ходьби
Серед видів змагань, що входили до програми давніх Олімпійських ігор, спортивної ходьби не було. Є відомості тільки про те, що вона використовувалася для удосконалення фізичної форми.
У Європі з XIV ст. почали проводитися змагання з ходьби, проте не можна вважати, що це була спортивна ходьба в сучасному розумінні.
Перші офіційні змагання відбулись в Англії в 1866 році. Дистанцію 7 миль (11 км 263 м) подолали чотири спортсмени. Після цього подібні змагання стали проводитися і в інших країнах. Змагання проводилися як на короткі дистанції (1-7 миль) так і на довгі між великими містами. У 1892 році відбулися перші великі міжнародні змагання у Франції між містами Париж і Бельфор (496 км).
У 1908 році спортивна ходьба серед чоловіків стала олімпійським видом спорту. Спортсмени змагалися на двох дистанціях. На наступних Олімпіадах дистанції змінювалися. На дистанції 50 км спортсмени змагаються з 1932 року, а 20 км — з 1956 року.
Жінки на Олімпіадах почали змагатися у спортивній ходьбі з 1992 року на дистанції 10 км. У 2000 році її замінила дистанція 20 км.
Спортсмени, що займаються спортивною ходьбою, досягають успіхів пізніше від інших легкоатлетів і залишаються в спорті довше. Серед спортсменів світового рівня більша частина старші 30 років